# Henri Beau
Pour les articles homonymes, voir Beau et Henri Beau.
Henri Beau, de son nom complet Louis-Henri Beau, né le 27 juin 1863 à Montréal (Québec) et mort le 15 mai 1949 à Paris (6e arrondissement) (France), est un peintre impressionniste québécois.

## Biographie
Henri Beau étudie auprès de maitres français tel que l'abbé Joseph Chabert, Léon Bonnat, William-Adolphe Bouguereau, Jean-Léon Gérôme et Pierre Puvis de Chavannes.
Natif de Montréal, il étudie auprès de Joseph Chabert et voyage aux États-Unis avant de s'inscrire à l'Académie Julian, où il suit les leçons de William Bouguereau. Il fréquente l'Académie Colarossi et l'École des Beaux-Arts de Paris.
Surtout actif en France, il peint de nombreuses toiles pour les Archives publiques du Canada et occupe le secrétariat de la Société nationale des beaux-arts de Paris. Revenu au Canada en 1938, il est nommé officier de l'Académie française.
En 1987, le Musée du Québec organise une exposition sur Henri Beau et publie un catalogue par Pierre L'Allier pour l'occasion.
Le fonds d'archives d'Henri Beau est conservé au Musée national des beaux-arts du Québec.
Henri Beau est le frère du ferronnier d'art Paul Beau.

## Œuvres
- La Nuit de Noël du colonel Allen,
- Cadrillais, non daté, Musée d'art de Joliette
- Julien-Édouard-Alfred Dubuc, Musée du Fjord
- Paysage de montagnes, aquarelle sur carton, Musée d'art de Joliette
- Premières neiges, aquarelle, Musée des beaux-arts de Sherbrooke
- La sœur de l'artiste, non daté, Vancouver Art Gallery
- Trestrignel, Bretagne, gouache, Musée d'art de Joliette
- Les Noces de Cana, 1894, œuvre détruite dans l'incendie de la chapelle Notre-Dame du Sacré-Cœur de l'église Notre-Dame de Montréal en 1978[3]
- Femme à l'ombrelle, 1897[6]
- Jeune Bretonne au bord de la mer, 1897, (Bretagne), fusain, Musée national des beaux-arts du Québec[7]
- Femme au jardin, vers 1900, Musée des beaux-arts du Canada[8]
- La Déportation des Acadiens, 1900
- L'Ermite endormi, 1900, Musée de la civilisation, collection du Séminaire de Québec[9], (copie d'après Joseph-Marie Vien au Musée du Louvre)[10]
- L'Arrivée de Champlain à Québec, 1903, commande en 1902 pour l'Hôtel du Parlement et transfert en 1933 à la collection du Musée de la province de Québec. Musée national des beaux-arts du Québec[11]
- Étude en rouge, 1904, Musée national des beaux-arts du Québec[12]
- Les Amoureux, 1906, La Pulperie de Chicoutimi
- Lyme, Connecticut, 1907, Musée national des beaux-arts du Québec[13]
- Cheval blanc, vers 1910, Musée des beaux-arts du Canada[14]
- Madame Henri Beau [Marie Fertinel], 1914, aquarelle sur papier, Musée d'art de Joliette
- Marie Fertinel, 1914, Musée national des beaux-arts du Québec[15]
- Conflans-Sainte-Honorine, 1915, Musée d'art de Joliette
- Le Port de St-Malo, 1920, Musée Stewart
- Bateau dans un port européen, vers 1921, Musée d'art de Joliette
- Atelier de l'artiste, 1924-1925, Paris[16]
- Autoportrait, 1928, Musée d'art de Joliette
- Les Landes, vers 1935, Musée des beaux-arts du Canada[17]
- Port d'Auray, France, 1937, Musée du Nouveau-Brunswick
- Jeune fille lisant, 1939, Musée national des beaux-arts du Québec[18]
- Autoportrait, 1943, Musée national des beaux-arts du Québec[19]
- Vue de Jaujac en Ardèche, 1943, Musée national des beaux-arts du Québec[20]
- Daniel de Rémy de Courcelles, circa 1929

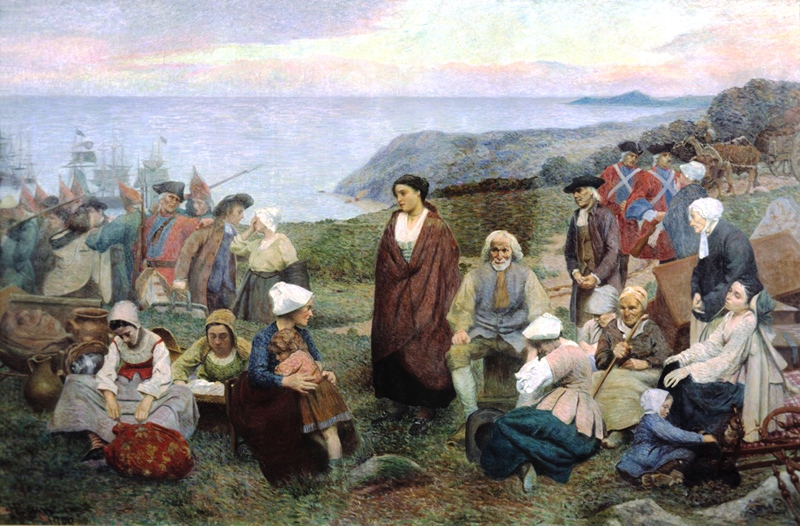
La Déportation des Acadiens
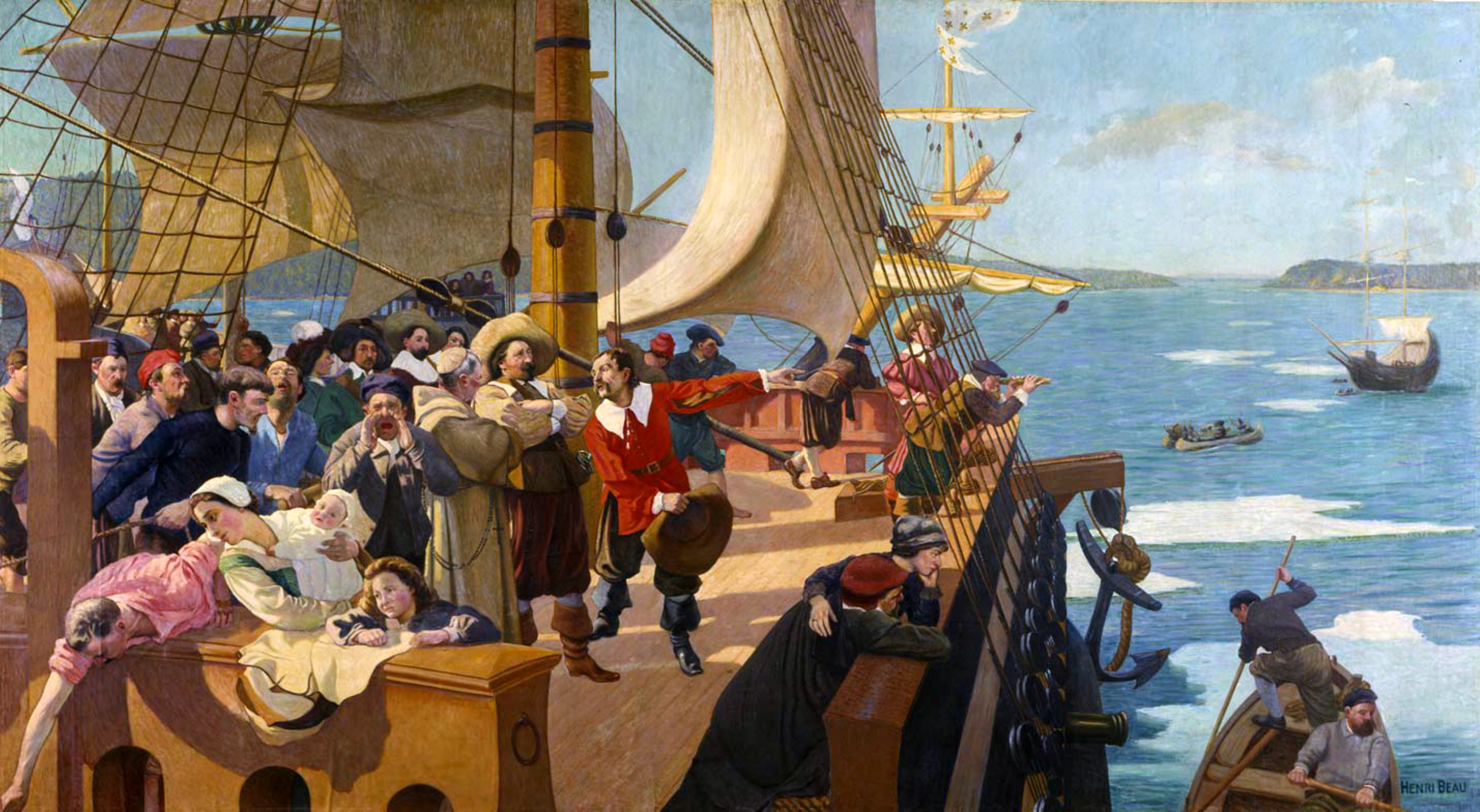
L'Arrivée de Champlain à Québec
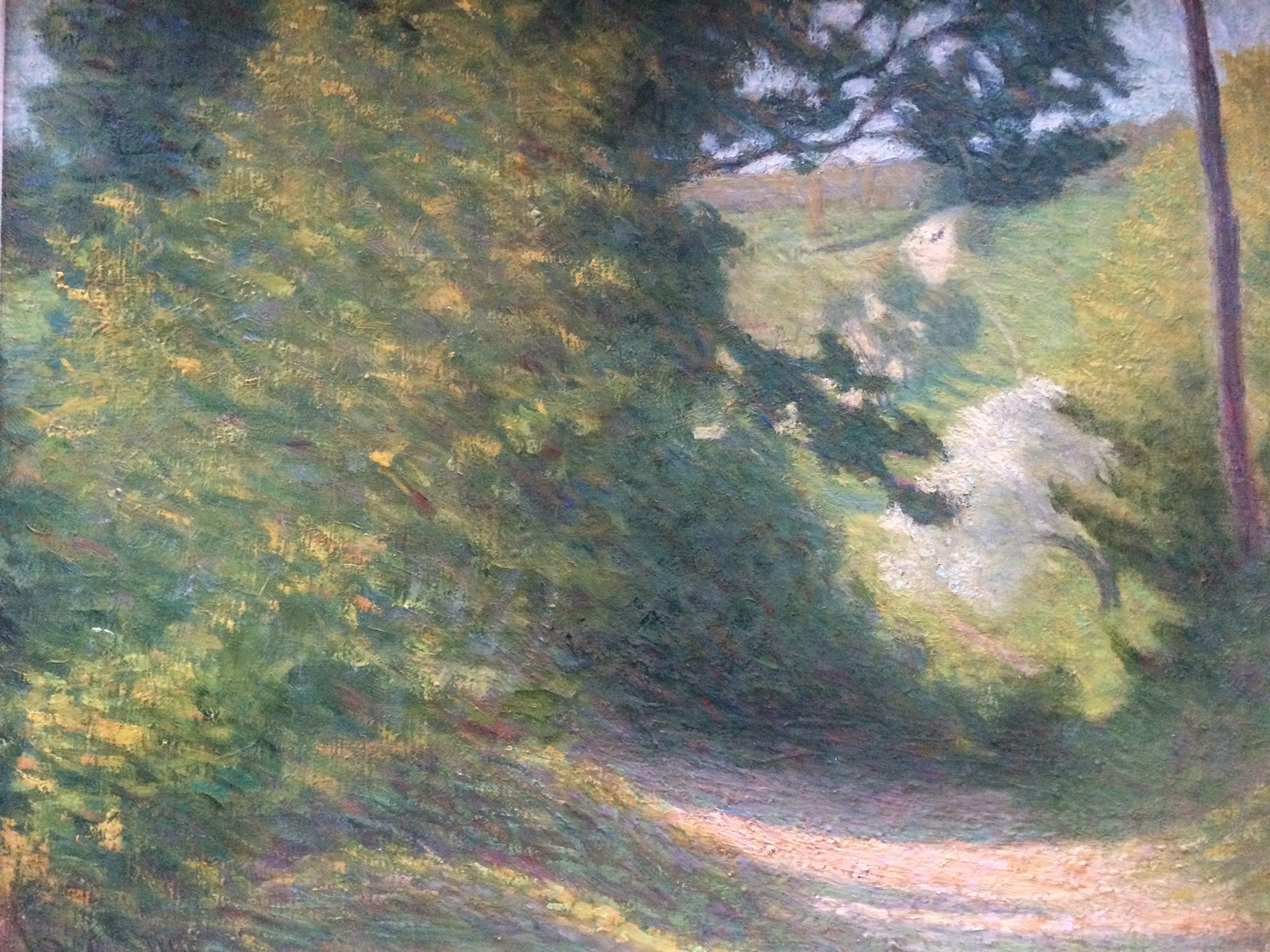
Chemin en Été

## Expositions individuelles et collectives
- 1893: Salon des artistes français, Paris[5]
- 1894: Salon des artistes français, Paris[5]
- 1900: Exposition universelle de 1900, Paris (Medaille de bronze)
- 1904: Exposition universelle de 1904, Saint-Louis
- 1906: 23e Salon du printemps, Art association of Montreal, Montréal
- 1925: 47e exposition de l'Académie royale du Canada, Montréal
- 1932: Exposition Salon Figaro, Paris
- 1937: Exposition internationale des arts et des techniques dans la vie moderne, Paris
- 1950: Salon des indépendants, Paris (exposition posthume)
- 1958: Exposition de la Province de Québec organisée par le Musée du Québec, Grands magasins du Louvre
- 1964: Un demi-siècle de peinture du Québec, Centre d'art du Mont-Royal
- 1974: Exposition rétrospective Henri Beau 1863-1949, Galerie Bernard Desroches, Montréal
- 1987:  Henri Beau, Musée du Québec
- 2020: Henri Beau, peintre impressionniste canadien, Galerie Cazeault, Montréal
- Salon d'automne

## Musées et collections publiques
- Bibliothèque et archives Canada
- Musée d'art de Joliette
- Musée des beaux-arts du Canada
- Musée national des beaux-arts du Québec, Québec
- Musée de Nevers

### Sources
- La Chronique des arts et de la curiosité / supplément à la Gazette des beaux-arts 8 septembre 1900
- L’Allier, Pierre. Henri Beau, 1863–1949. Québec: Musée du Québec, 1987.  (ISBN 2-551-06782-0)
- Prakash, A.K. Impressionism in Canada: A Journey of Rediscovery. Stuttgart: Arnoldsche Art Publishers, 2015.  (ISBN 978-3-89790-427-9)